# プレイメイツ
ザ・プレイメイツ (The Playmates) は、1993年兵庫県姫路市にて山本聖を中心に結成されたロックンロールバンドである。
その音はビートルズなどのマージービートや、1960年代のモータウンを思わせ、国内だけでなく海外でも評価が高い。
2005年の活動休止以来、散発的にライブを行うのみであったが、2012年から本格的に活動を再開。同年11月にはバンド自主レーベルよりアルバム「SOUL COOKIN'」を発売している。

## メンバー
- 山本 聖（やまもと せい）ボーカル、ギター
- 森本 直樹（もりもと なおき） ボーカル、ベース
- 藤本 明（ふじもと あきら） ドラム

## ディスコグラフィ

### シングル
- Again ep
- Everything For You ep
- Sweet Sweet Day 33 1/3
- A Session with The Playmates
- I Need You Tonight /Time For Your Tears
- Ooh La La（配信のみ）

### アルバム
- Shortwave（1996年）
- Sad Refrain（1997年）
- Sweetly（2002年）
- LISTEN!（2003年）
- SOUL COOKIN'（2012年）

### DVD
- 10th Anniversary Live